# Helonias koreana
Heloniopsis koreana är en nysrotsväxtart som beskrevs av Fuse, N.S.Lee och Minoru N. Tamura. Heloniopsis koreana ingår i släktet Heloniopsis och familjen nysrotsväxter. Inga underarter finns listade.

## Bildgalleri

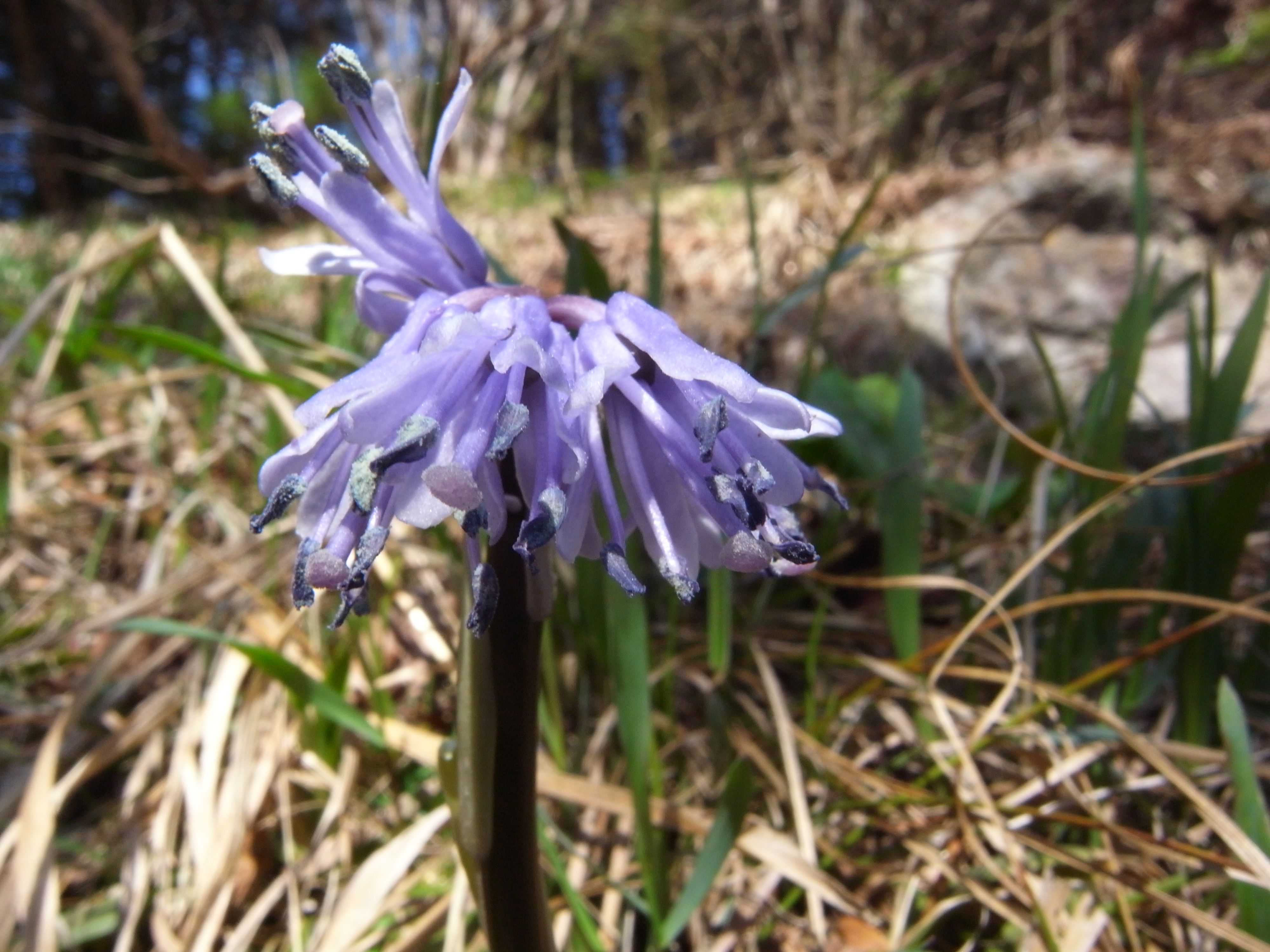
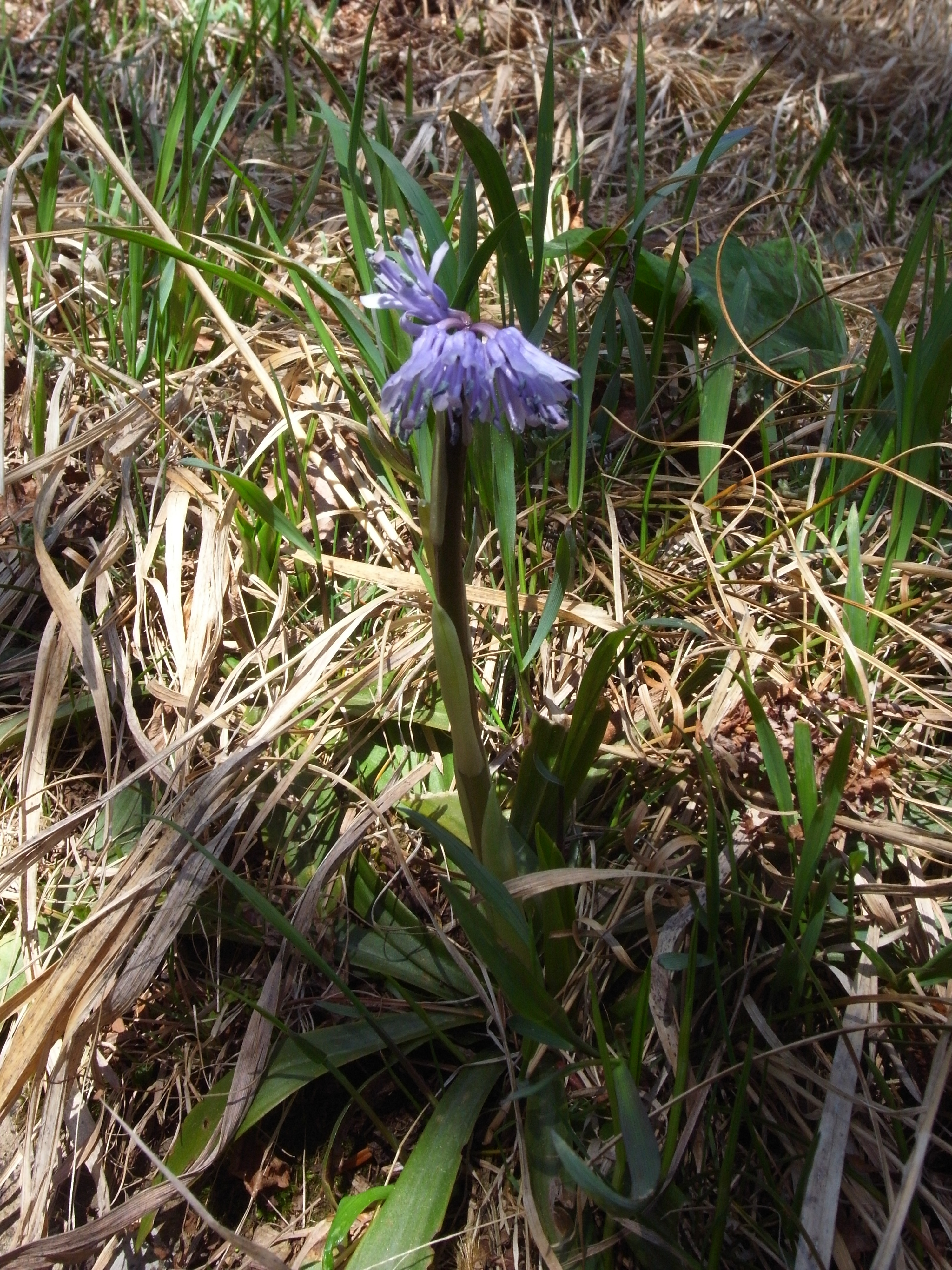
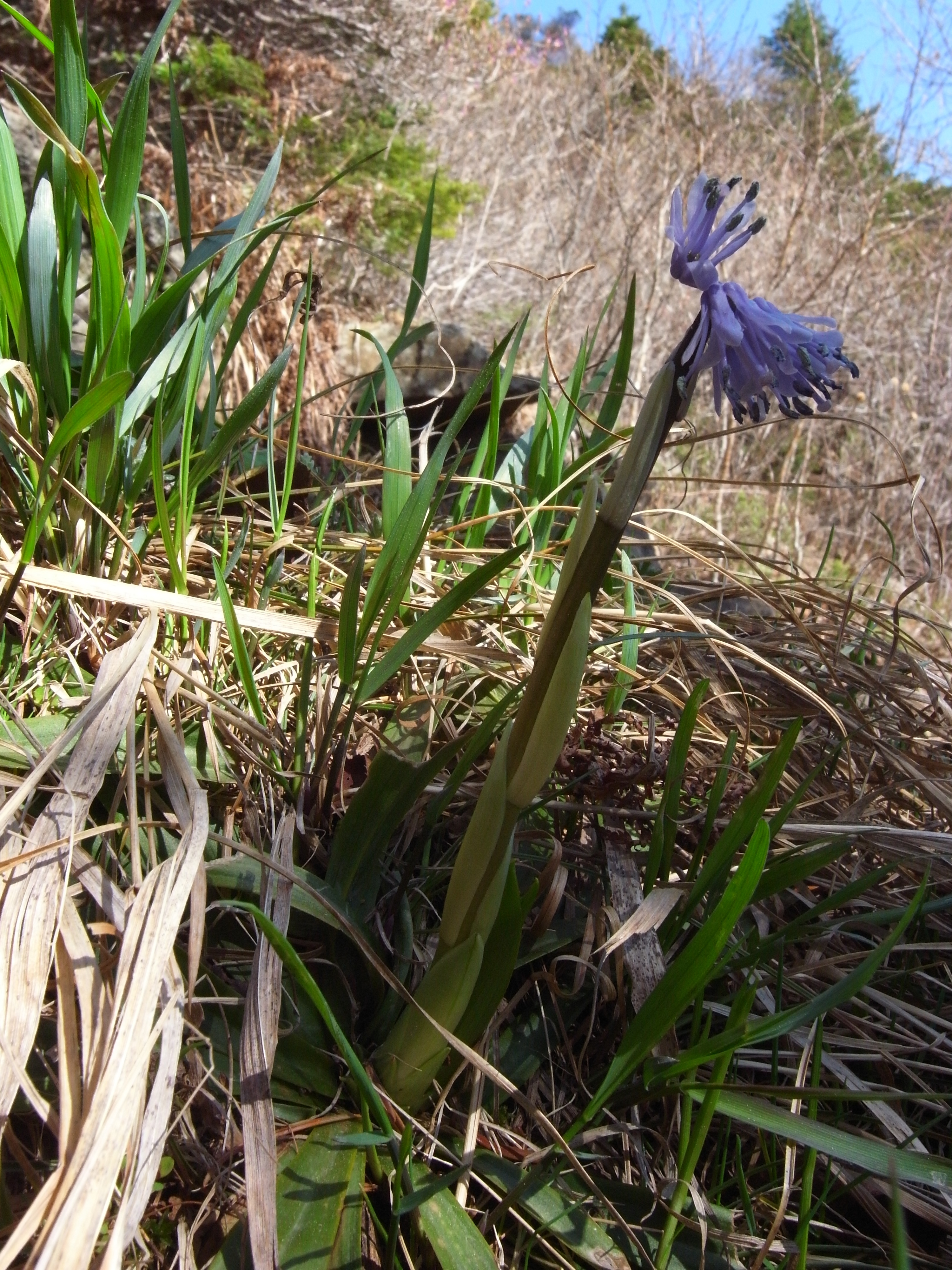
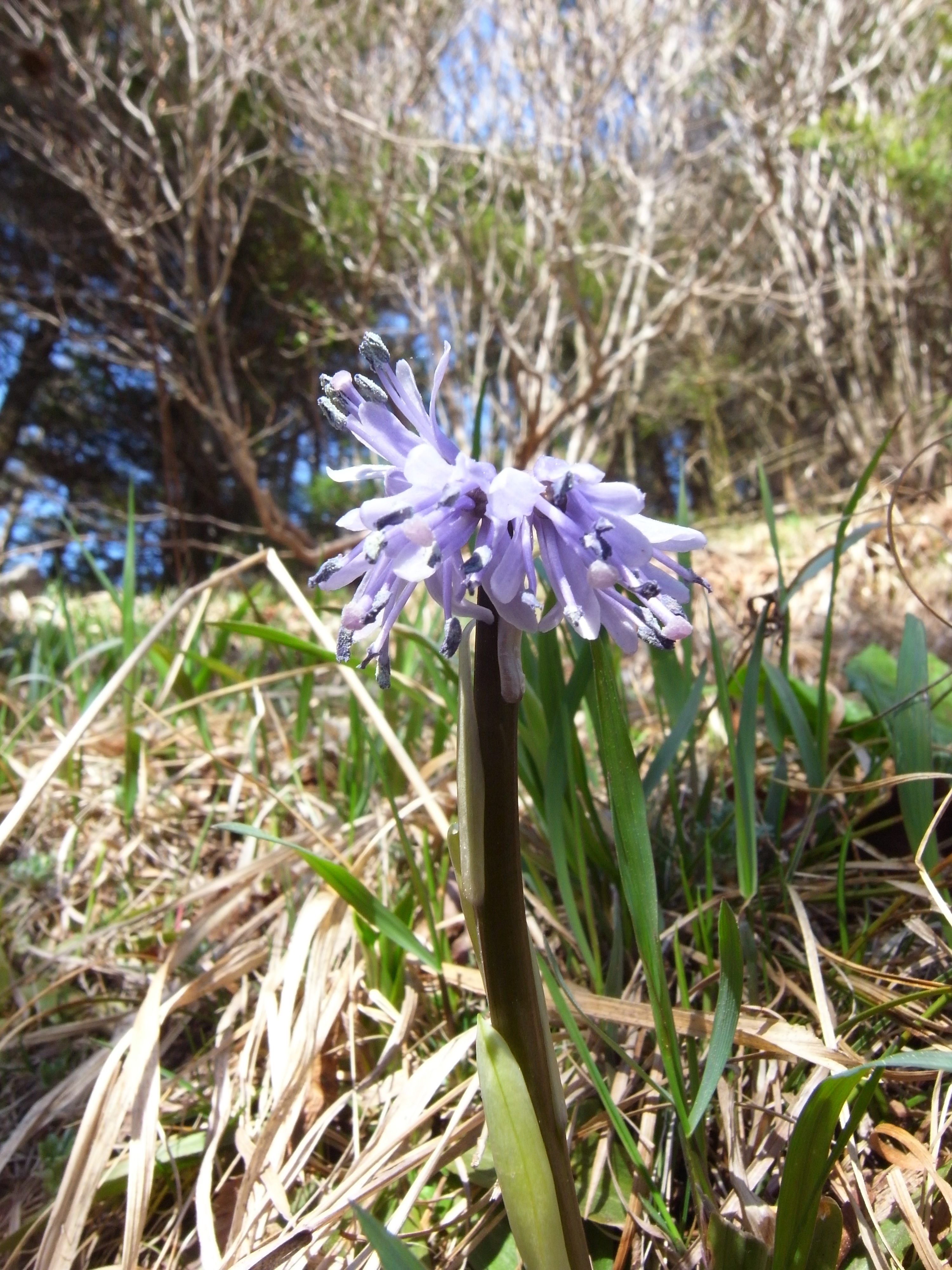